# Мелкиоре Чезароти
Мелкио̀ре Чезаро̀ти (на италиански: Melchiorre Cesarotti, [melˈkjɔrre tʃezaˈrɔtti]) е италиански поет, преводач и филолог.
Роден е на 15 май 1730 година в Падуа в бедно благородническо семейство. Учи в Падуанския университет, където остава да преподава. Пише стихове и научни трудове в областта на историята и теорията на литературата, превежда на италиански „Илиада“ и цикъла на Осиан.
Мелкиоре Чезароти умира на 4 ноември 1808 година в Селвацано Дентро.